# خون‌درخت برگ‌نیزه‌ای
خون‌درخت برگ‌نیزه‌ای (نام علمی: Corymbia dichromophloia) نام یک گونه از سرده خون‌درخت‌ها است.